# (38175) 1999 JQ118
1999 JQ118 (asteroide 38175) é um asteroide da cintura principal. Possui uma excentricidade de 0.19694180 e uma inclinação de 3.01122º.
Este asteroide foi descoberto no dia 13 de maio de 1999 por LINEAR em Socorro.